# Resolució 2441 del Consell de Seguretat de les Nacions Unides
La Resolució 2441 del Consell de Seguretat de les Nacions Unides fou adoptada el 5 de novembre de 2018. Després de referir-se expressament a les resolucions 1970 (2011) i 2242 (2015), el Consell va acordar l'extensió del mandat del Grup d'Experts que supervisen les sancions a l'exportació il·lícita de petroli de Líbia fins al 15 de febrer de 2020, decidint que es podria estendre les mesures als autors de violència de gènere.
La resolució fou aprovada per 13 vots a favor i cap en contra, però amb l'abstenció de la Federació Russa i de la República Popular de la Xina.